# Ottana
Otzana (sard) o Ottana (italià) és un municipi italià, dins de la província de Nuoro. L'any 2007 tenia 266 habitants. Es troba a la regió de Barbagia di Nuoro Limita amb els municipis de Bolotana, Noragugume, Olzai, Orani, Sarule i Sedilo (OR).

## Administració
| Període | Identitat         | Partit        |
| ------- | ----------------- | ------------- |
| 2005-   | Giuseppino Fenudi | Llista Cívica |